# Yarra Trams
Yarra Trams é o nome comercial da rede de bonde em Melbourne, de propriedade da VicTrack e alugada à Yarra Trams pela Public Transport Victoria em nome do governo de Vitória. A franquia atual é operada por Keolis Downer. Em maio de 2014, a Yarra Trams operava 487 bondes, em 26 rotas de bonde e um bonde turístico gratuito, em mais de 1.763 paradas de bonde. Com 250 km de via dupla, a rede de bondes de Melbourne é a maior do mundo.
Em 2015/16, 203,8 milhões de viagens foram realizadas nos bondes de Melbourne, com os bondes percorrendo mais de 24,8 milhões de quilômetros por ano. Todas as semanas, a Yarra Trams opera 31.400 serviços de bonde programados, o que resulta em bondes operando por aproximadamente 20 horas por dia e uma equipe de funcionários de operações 24 horas concluindo a manutenção e limpeza da rede.